# John Parkinson
John Parkinson (ur. 10 lutego 1885 w Thornton-le-Fylde, zm. w 1976) – angielski kardiolog.
W trakcie I wojny światowej służył w Royal Army Medical Corps, osiągając rangę majora. W 1948 uzyskał tytuł szlachecki. W 1952 przewodniczył pierwszemu europejskiemu kongresowi kardiologicznemu.
Wspólnie z Paulem Dudleyem White'em i Louisem Wolffem odkrył patomechanizm jednego z zaburzeń przewodnictwa w sercu, nazwanego na ich cześć zespołem Wolffa-Parkinsona-White’a.